# Nyctimene cyclotis
Nyctimene cyclotis е вид бозайник от семейство Плодоядни прилепи (Pteropodidae).

## Разпространение
Видът е разпространен в Индонезия.